# Нейтральний струм
Нейтральний струм — один із механізмів слабкої взаємодії, опосередкований обміном віртуальними Z бозонами. Своєю назвою нейтральний струм завдячує тому, що обмін віртуальними Z бозонами може відбуватися між нейтральними частинками, а не тільки між зарядженими, на відміну від електромагнітної взаємодії. Z бозони взаємодіють із усіма частинками Стандартної моделі, крім глюонів. 
Існування нейтральних струмів передбачили в 1973 Абдус Салам, Шелдон Лі Ґлешоу та Стівен Вайнберг. Експериментальне підтвердження теорія отримала в 1974 в дослідах на бульбашковій камері Гаргамель в ЦЕРНі.